# Varrelbusch

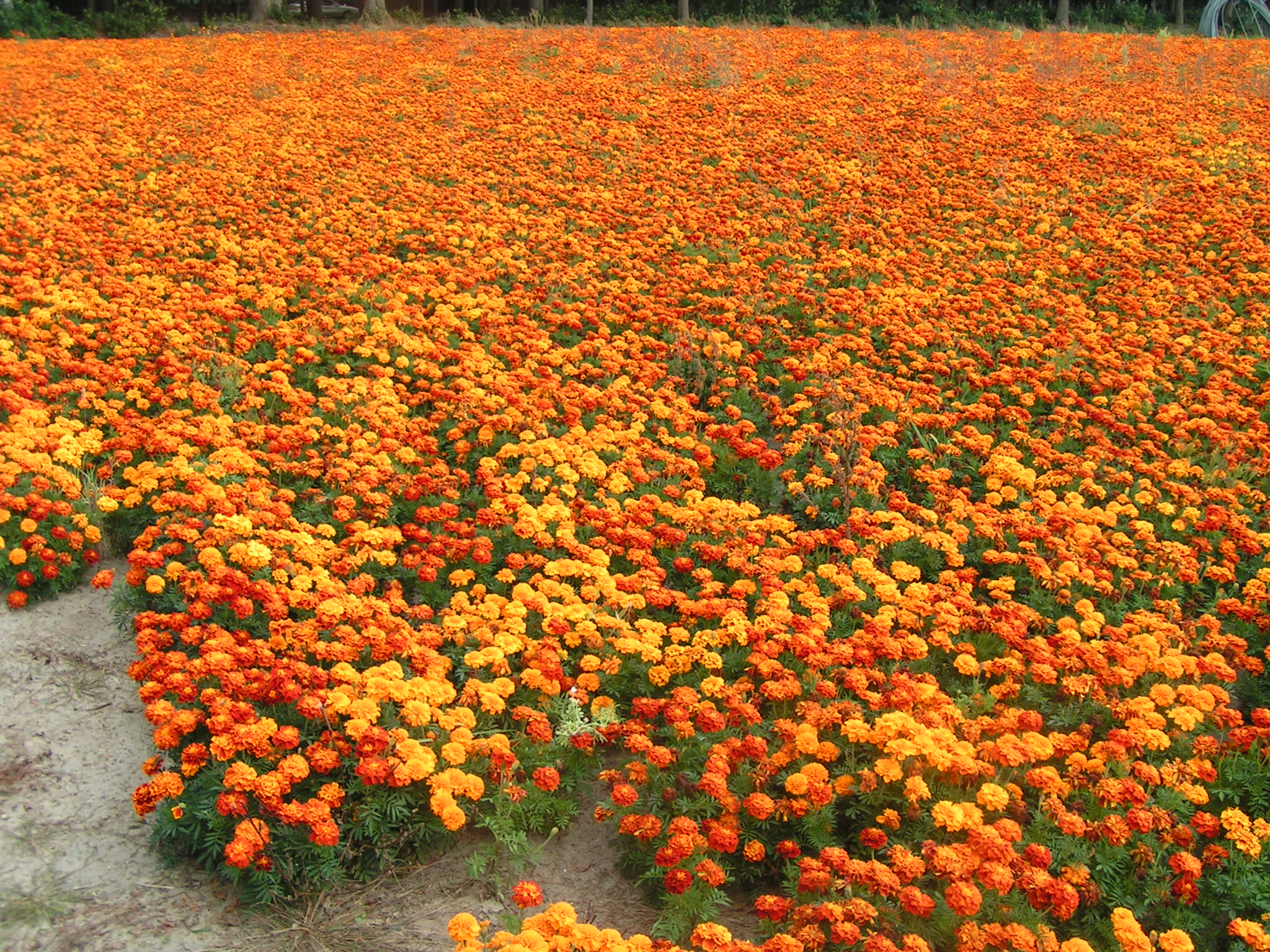
Tagetesfeld an der Bundesstraße 72 in Varrelbusch (2006)

Varrelbusch ist ein  Ort mit etwa 900 Einwohnern. Er liegt 6 km nordnordwestlich der Kreisstadt Cloppenburg und gehört zur Gemeinde Garrel. Varrelbusch liegt am Nordrand der Cloppenburger Sandgeest, umgeben von Wald-, Acker- und Weideflächen. Durch eine hohe Neubautätigkeit hat sich das ursprünglich landwirtschaftlich geprägte Haufendorf zum Wohndorf verändert.
Das Dorf Varrelbusch liegt etwa 7 km südsüdwestlich von Garrel in Richtung Cloppenburg. Zum Gemeindeteil Varrelbusch der Kirchengemeinde St. Marien Bethen gehören neben Varrelbusch die Orte Petersfeld (auch Gemeinde Garrel), Resthausen (Gemeinde Molbergen) und Staatsforsten (Stadt Cloppenburg).
Der Varrelbuscher Anteil an der Kirchgemeinde Bethen ist etwa 1.400 Mitglieder.
Der Flugplatz Varrelbusch und der ehemalige Bahnhof Varrelbusch (eröffnet 1906, abgebrochen 1967) der Bahnstrecke Cloppenburg–Ocholt liegen trotz ihrer Bezeichnung auf dem Gebiet des 2 km östlich liegenden Cloppenburger Ortsteils Staatsforsten.

## Geschichte
Erwähnt wird Varrelbusch erstmals 1463 in einem Güter- und Rentenverzeichnis des Kirchspiels Krapendorf. Zu dieser Zeit werden drei Familien für Varrelbusch erwähnt. Man kann daher annehmen, dass der Kern aus drei selbstständigen Bauernhöfen besteht, mit ihnen zugehörigen Knechten und Mägden. Bis zum Ende des Dreißigjährigen Krieges werden immer wieder diese drei Hofstellen erwähnt, allerdings sind sie nach der langen Kriegszeit weitgehend verarmt oder sogar verwüstet.
Durch neue Höfe für abgehende Söhne und durch das Aufkommen des Heuerlingswesens wuchs nach dem Jahr 1700 die Bevölkerungszahl allmählich an. Im Jahre 1750 hatte Varrelbusch bereits 53 Einwohner in acht Familien.
Im Jahre 1891 wurden Moor und Heide, die bis dahin gemeinschaftliches Eigentum waren, auf die zu der Zeit wirtschaftenden 18 Höfe aufgeteilt. Ein Drittel jedoch verblieb beim Staat und wurde aufgeforstet.
Im Jahre 1911 wurde ein Bethaus errichtet, das wegen der steigenden Einwohnerzahl jedoch nach dem Ersten Weltkrieg zu klein und 1935 von dem jetzigen Kirchenbau abgelöst wurde. 1961 wurde die Kapellengemeinde zu einer selbstständigen Pfarrei erhoben. Im Zweiten Weltkrieg hat Varrelbusch erhebliche Kriegszerstörungen erlitten, die durch Wiederaufbau jedoch bald beseitigt wurden.